# Titus Oates

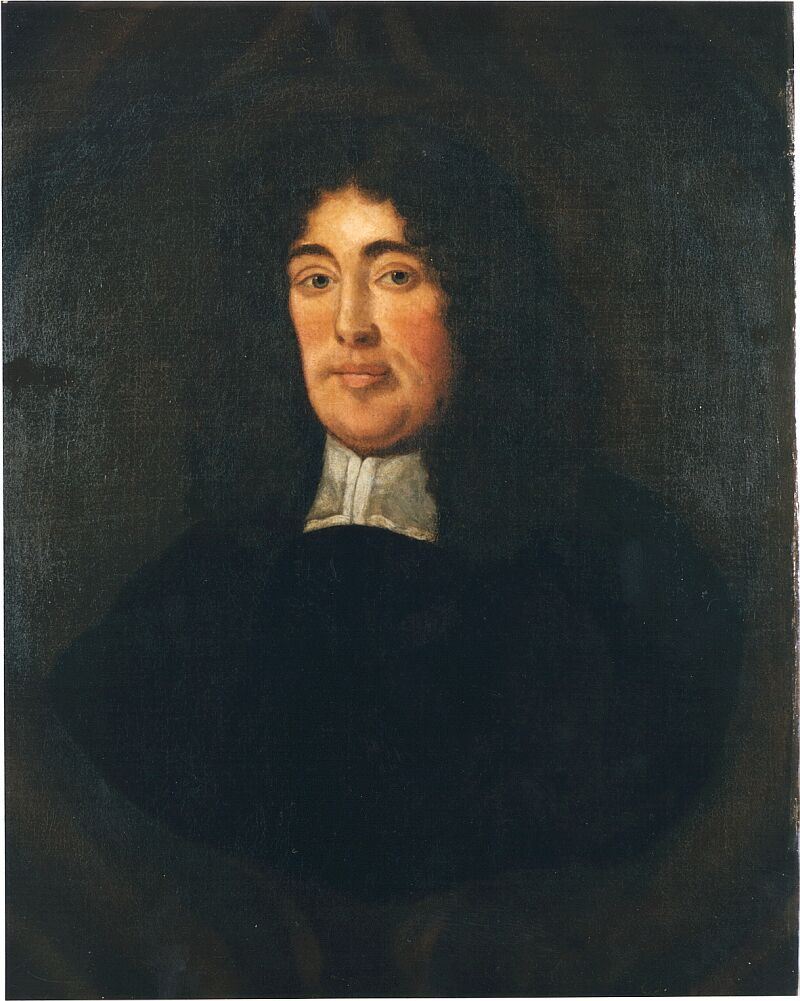
Titus Oates.

Titus Oates (Oakham, 15 september 1649 - 12 of 13 juli 1705) was een Engelse ex-priester die het zogenaamde Popish Plot fabriceerde, een vermeende katholieke samenzwering om koning Karel II van Engeland te vermoorden. Hij werd uiteindelijk veroordeeld wegens meineed.